# Lali (album 2023)
Lali è il quinto album in studio della cantante argentina Lali Espósito, pubblicato il 13 aprile 2023 dalla Sony Music Argentina.
Il 13 dicembre 2023, è stata rilasciata una versione deluxe con due inediti, rilasciati come singolo lo stesso giorno.

## Registrazione
L'album è stato registrato a Madrid, a San Ignacio e nella capitale argentina.

## Tracce
1. Obsesión – 3:11
2. Disciplina – 2:37
3. Cómprame un Brishito – 2:24
4. KO – 2:51
5. 2 Son 3 – 2:45
6. Incondicional – 2:32
7. Quiénes Son? – 2:42
8. Diva – 3:06
9. N5 – 2:34
10. Ahora – 2:36
11. Motiveishon – 2:38
12. Como Tú – 2:46
13. Sola – 2:50

Tracce bonus dell'edizione deluxe
1. Baum Baum – 2:34
2. Corazón Perdido – 3:04

## Classifiche
| Classifica (2023) | Posizione massima |
| ----------------- | ----------------- |
| Argentina         | 1                 |
| Uruguay           | 1                 |